# Valle di Naltar
La Valle di Naltar è una valle nel distretto dell'ente autonoma del Gilgit-Baltistan, in nord Pakistan, che è biforcata dal fiume Naltar. La valle si estende per circa 35 km da Nomal alle laghi di Naltar ed è un dei posti turistici nella valle di Gilgit. Naltar Bala e Naltar Pine sono due villaggi della valle di Naltar. Naltar Pine (parte basso) si trova ad una distanza di 34 chilometri (21 mi) e Naltar Bala (parte alto) a 40 chilometri da Gilgit. C'è una strada a Nomal che si connette alla strada del Karakoram (antica via della seta). Il trasporto è disponibile da Gilgit a Naltar, ma in certi orari o si può noleggiare macchine dalla città di Gilgit.

## Gare e concorsi di Sci
Ci sono punti di sci con strutture adeguate, gli impianti di risalita munite e gestite da 'Ski Federation of Pakistan'. Le competizioni di sci sono tenute a Naltar, sono sotto la supervisione del PAF. L'area sportiva si trova tra le altezze di 2.870 e 2.950 m.

## Santuario della vita selvatica
Il Naltar Wildlife Sanctuary, cioè un santuario della vita selvatica, comprende un'area protetta nella valle che è stata fondata il 22 novembre 1975. L'area è da sempre pressoché disabitata.